# Southern African Foundation for the Conservation of Coastal Birds

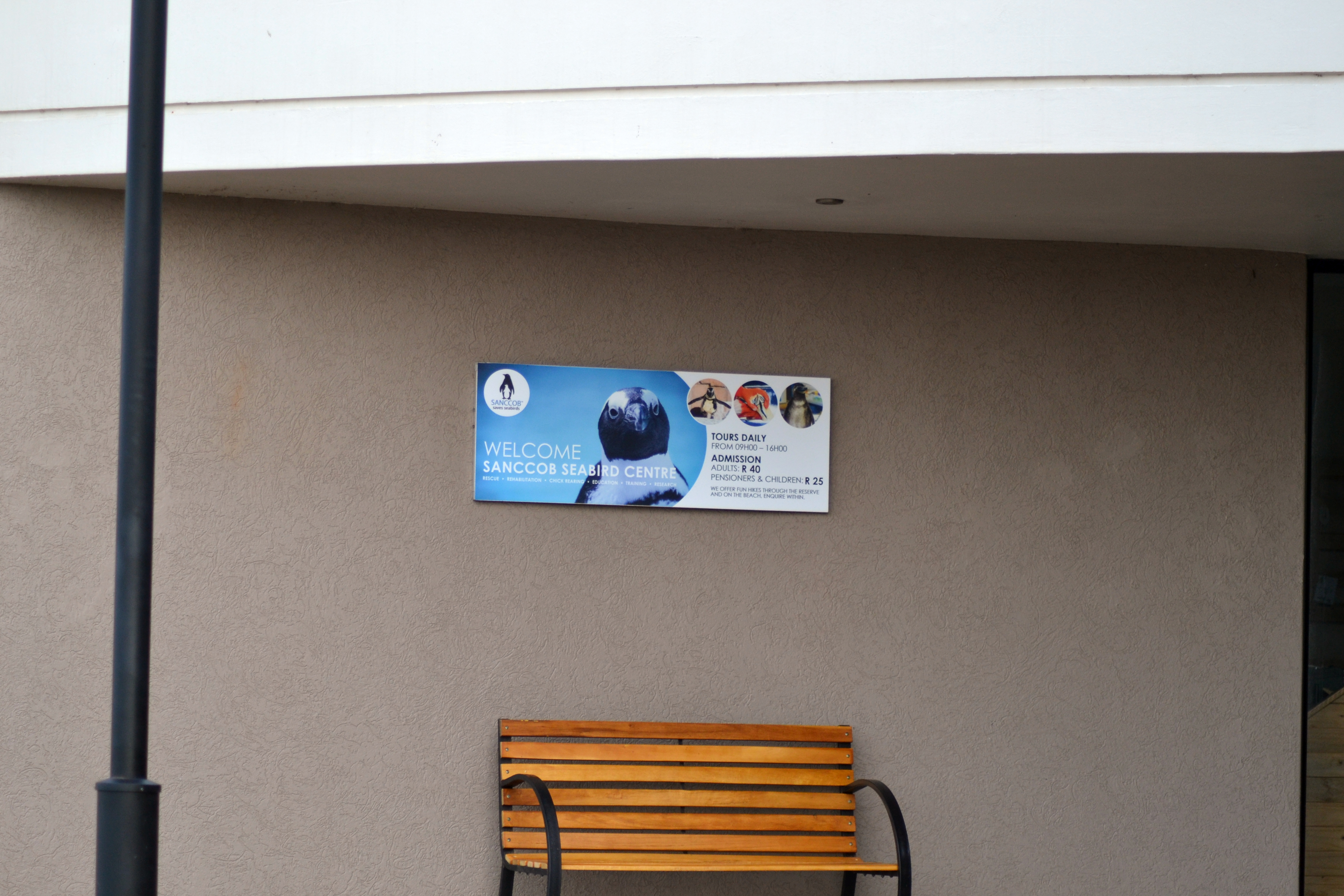
Eingangsbereich der Niederlassung am Cape Recife

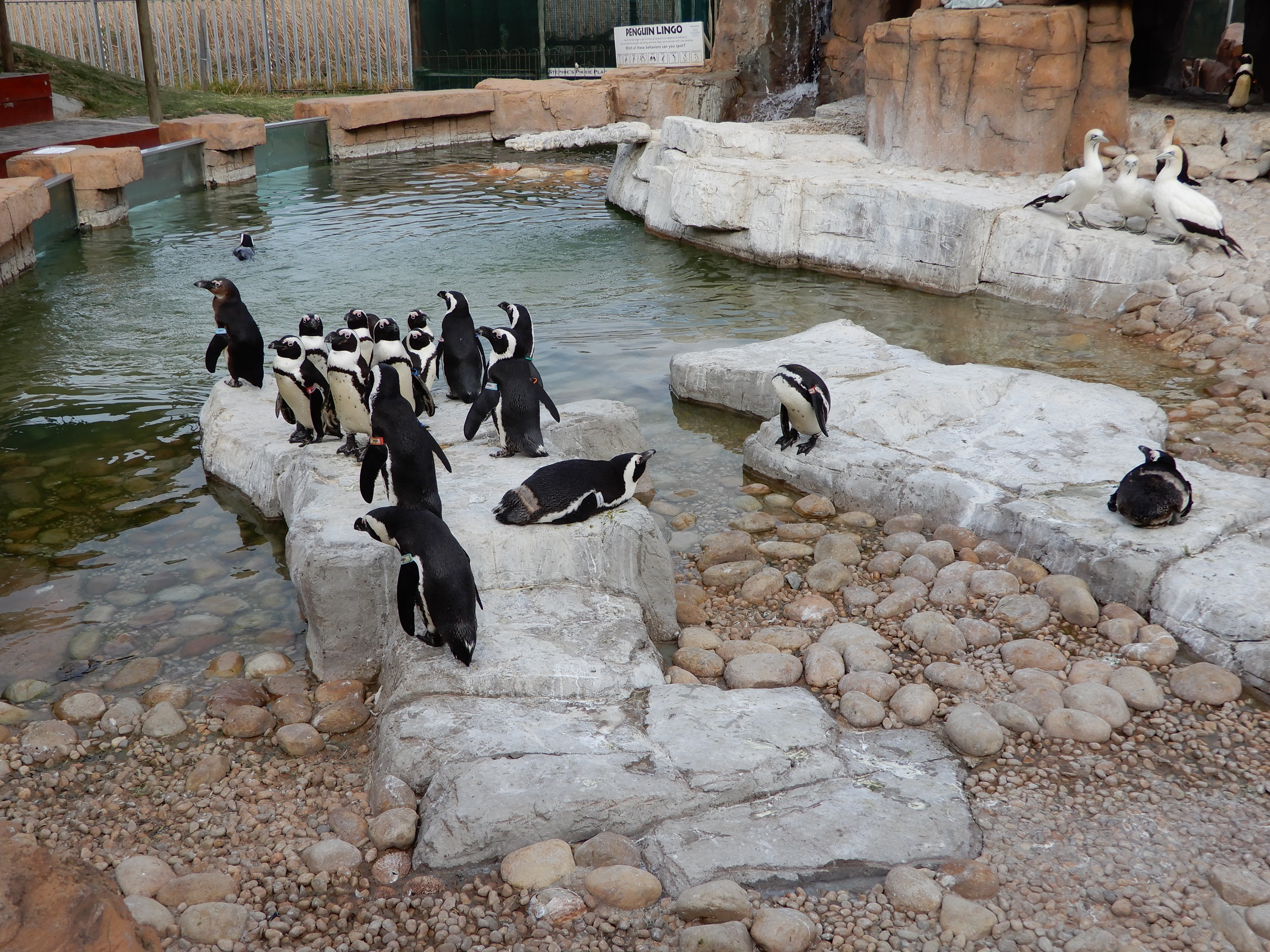
Gehege mit betreuten Seevögeln am Kap Recife

Die Southern African Foundation for the Conservation of Coastal Birds, kurz SANCCOB (deutsch etwa: „Südafrikanische Stiftung zur Bewahrung der Vogelwelt in der Küstenzone“), ist eine südafrikanische Non-Profit-Organisation im Bereich des Natur- und Artenschutz. Es ist die einzige Organisation dieser Art in Südafrika und vom South African Veterinary Council anerkannt.
SANCCOB wurde im November 1968 gegründet. Auslöser war eine Ölpest an der Küste Südafrikas, die durch einen gesteigerten Verkehr von Öltankern im Zuge des Sechstagekrieges im Jahre 1967 ausgelöst wurde. Initiatorin war Althea Louise Burman Westphal, die begann, auf ihrem Privatgrundstück in Claremont mit Öl verunreinigte Pinguine zu reinigen. Zu den Gründern gehörte der Biologe Roy Siegfried.
In den ersten 50 Jahren retteten die Mitarbeiter von SANCCOB etwa 95.000 Seevögel aus 54 Arten, darunter neben verschiedenen Pinguinarten auch verschiedene Arten von Möwen sowie Kaptölpel. Zunächst etwa im Schnitt 200, werden mittlerweile jährlich etwa 2500 Seevögel gerettet, darunter mittlerweile jährlich etwa 1500 Pinguine. Zwischen 2001 und 2018 wurden mehr als 7700 Pinguine aufgezogen. Seit 1983 reinigten die Mitarbeiter und Freiwilligen 35.000 mit Öl verschmutzte Pinguine. Im Zuge der durch die MV Treasure ausgelöste Ölkatastrophe im Juni 2003 wurden zudem fast 20.000 Vögel aus der Gefahrenzone evakuiert. Nach einer Studie des Percy FitzPatrick Institute of African Ornithology der Universität Kapstadt wäre die Population der südafrikanischen Pinguine ohne das Engagement der Mitarbeiter und der zu einem guten Teil internationalen ehrenamtlich Freiwilligen gut 20 Prozent geringer. Neben der Rettung und Aufzucht der Seevögel gehören Aufklärung und Fortbildung zu den Schwerpunkten der Arbeit von SANCCOB. Vor allem Kinder und Jugendliche werden über ein breites Bildungs-, Informations- und Aufklärungsprogramm angesprochen.
SANCCOB unterhält heute zwei Standorte: In der Westkap-Provinz in Table View, Kapstadt innerhalb des Rietvlei Wetland Reserve, sowie im Cape Recife Nature Reserve in Gqeberha (früher Port Elizabeth). Eine dritte Station in der Ostkap-Provinz beim Seal Point Lighthouse der St Francis Bay in Cape St. Francis wurde 2018 geschlossen und die Tiere nach Cape Recife Nature Reserve in Port Elizabeth umgesiedelt. Letztere Station wurde zum April 2017 von SAMREC, dem South African Marine Rehabilitation and Education Centre, übernommen.
Daneben verwaltet die Organisation auch die größte und bedeutendste der fünf Pinguin-Kolonien des Westkaps am Stoney Point. SANCCOB arbeitet eng mit verschiedenen inländischen Partnerinstitutionen zusammen, darunter CapeNature, South African National Parks (SANParks) und dem Robben Island Museum. Zudem gibt es eine große Zahl partnerschaftlicher Beziehungen mit Zoos und Tierparks weltweit, darunter im deutschsprachigen Raum dem Allwetterzoo Münster, dem Tierpark Aachen, dem Zoo Leipzig und dem Zoo Basel. Sitz der Organisation ist in der Niederlassung in Kapstadt. Zur Ausstattung der Stationen gehören neben den spezifischen Stätten zur Vogelrettung diverse Lehr- und Tagungsräume sowie Bibliotheken. Zudem gibt es eine Reihe von Merchendising-Produkten, mit deren Verkaufserlösen die Arbeit der Stiftung unterstützt wird. Daneben kann man die Organisation mit Patenschaften für Pinguine unterstützen. Geleitet wird die Organisation mit fast 30 angestellten sowie weitaus mehr ehrenamtlichen Mitarbeitern von Stephen van der Spuy, Vorsitzende des Aufsichtsrates ist Mariette Hopley.

## Einzelbelege
1. ↑  D. C. Nel,  R. J. M. Crawford, N. J. Parsons: The conservation status and impact of oiling on the African penguin. In: D. C. Nel & P. A. Whittington: Rehabilitation of Oiled African Penguins: a Conservation Success Story. BirdLife South Africa and Avian Demography Unit. Cape Town 2003,  S. 1–7.
2. ↑  Anonymus: SAMREC transfers Port Elizabeth facility to SANCCOB. Meldung in 24.com. vom 22. März 2017 auf www.news24.com (englisch).